# Велтхёйс, Тейс
Тейс Велтхёйс (нидерл. Tijs Velthuis; род. 12 января 2002, Олдензал, Оверэйссел) — нидерландский футболист, защитник роттердамской «Спарты».

## Клубная карьера
Велтхёйс — воспитанник клубов «Куик 20», «Твенте» и АЗ. 29 августа 2020 года в матче против НАК Бреда он дебютировал в Эрстедивизи за дублирующий состав последних. 5 ноября в поединке Лиги Европы против испанского «Реал Сосьедад» Тейс дебютировал за основной состав. Летом 2022 года Велтхёйс перешёл в НАК Бреда на правах аренды. 5 августа в матче против «Хелмонд Спорт» он дебютировал за новую команду. 20 февраля 2023 года в поединке против «Йонг Утрехта» Тейс забил свой первый гол за НАК Бреда.
Летом 2023 года Велтхёйс перешёл в роттердамскую «Спарту»
. 12 августа в матче против ПЕК Зволле он дебютировал в Эредивизи.
7 августа 2024 года перешёл на правах аренды в итальянский клуб «Салернитана».